# Cortiçol-malgaxe
O cortiçol-malgaxe (Pterocles personatus) é uma espécie de ave da família Pteroclididae.
É endémica de Madagáscar.